# مادلين ديفيس
مادلين ديفيس (بالإنجليزية: Madeline Davis)‏ هي ناشطة حقوق إل جي بي تي أمريكية، ولدت في 1940.